# Missionari della misericordia
I Missionari della misericordia sono poco più di 500 sacerdoti selezionati da tutto il mondo che hanno ricevuto da papa Francesco le sue stesse facoltà di assolvere i peccati che sono di stretta competenza della Sede Apostolica e uno speciale mandato come predicatori durante il Giubileo straordinario della misericordia secondo quanto previsto dalla bolla pontificia Misericordiae Vultus. 
L'arcivescovo Rino Fisichella in qualità di presidente del Pontificio consiglio per la promozione della nuova evangelizzazione ha curato la selezione e l'organizzazione della loro missione pastorale nelle diocesi del mondo.
Il giorno 21 novembre 2016 il Santo Padre - con la Lettera Apostolica Misericordia et misera - ha prolungato questo ministero straordinario anche oltre l’Anno Santo affidandolo a cura del Pontificio consiglio per la promozione della nuova evangelizzazione.

## Facoltà
I Missionari della misericordia il Mercoledì delle ceneri nella Basilica di San Pietro in Vaticano  ricevono il mandato dal Papa come segno perdono di Dio, predicatori della misericordia di Dio, annunciatori della gioia del perdono, confessori per le situazioni più delicate e speciali delle singole persone. Nelle diocesi i Vescovi hanno in loro uno speciale aiuto nell'evangelizzazione, nelle missioni, nella predicazione e soprattutto nel sacramento della riconciliazione. Il Santo Padre conferisce ai Missionari della misericordia una speciale autorità di assoluzione per tutti i peccati anche per chi incorre nelle scomuniche più gravi chiamate Latae sententiae riservate alla Santa Sede. La selezione dei Missionari della misericordia è avvenuta tramite la consultazione dei singoli Vescovi di appartenenza dei sacerdoti nominati a cura del Pontificio Consiglio per la Promozione della Nuova Evangelizzazione.